# St. Plazidus und Sigisbert (Kleinandelfingen)

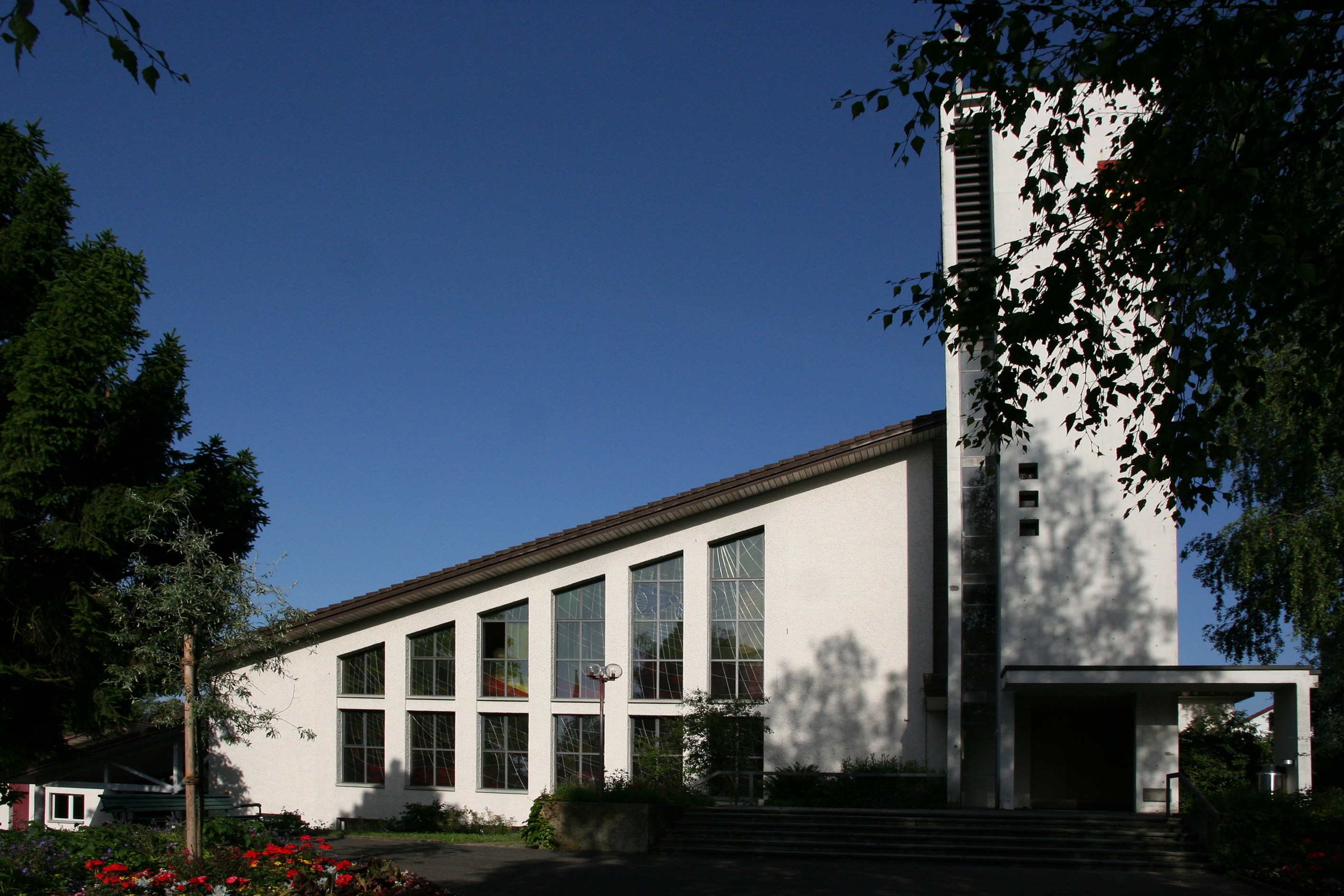
Kirche St. Plazidus und Sigisbert

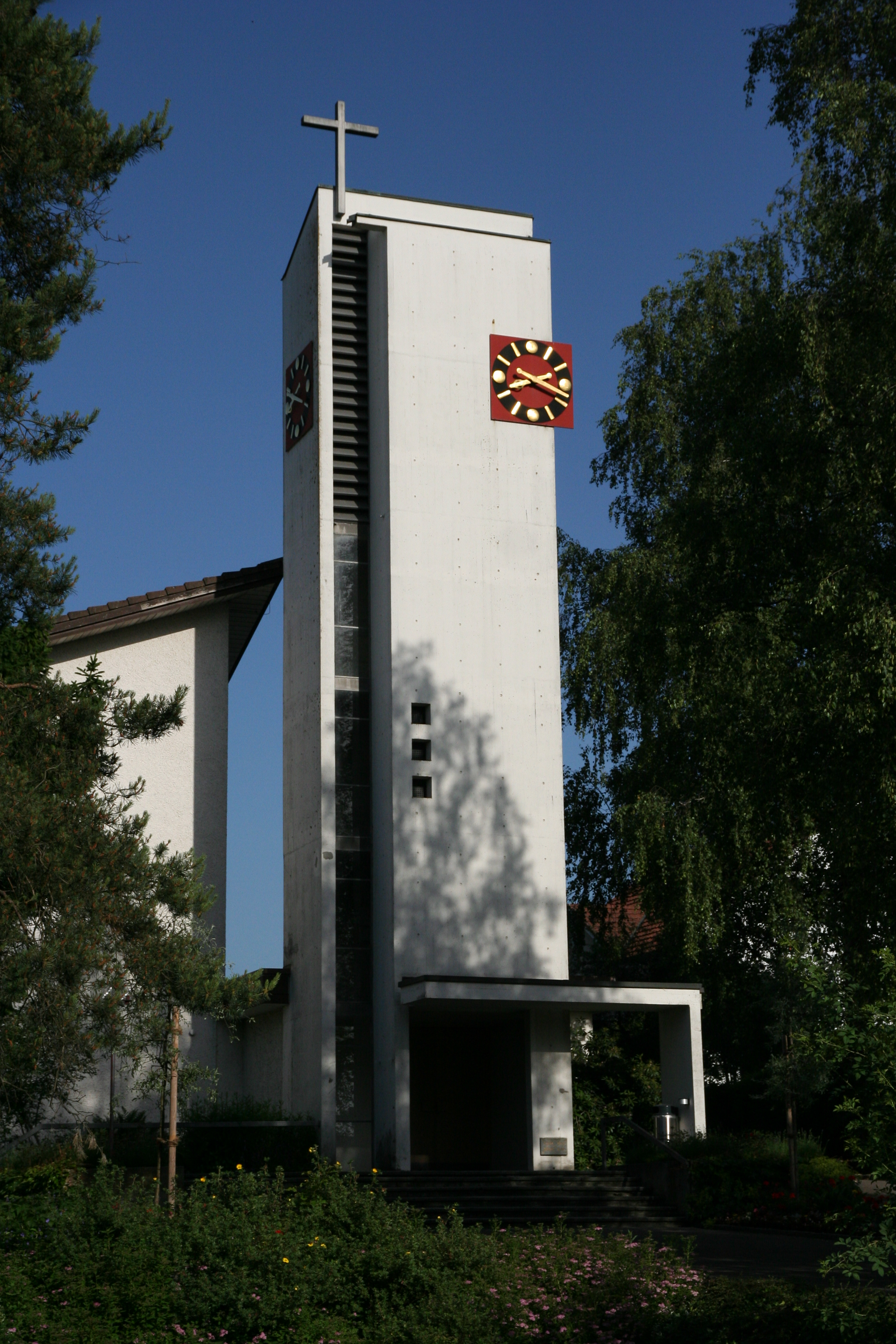
Der Kirchturm

Die Kirche St. Plazidus und Sigisbert ist die römisch-katholische Pfarrkirche von Kleinandelfingen im Kanton Zürich. Zusammen mit der Kirche St. Leonhard in Feuerthalen und der Kirche Liebfrauen in Oberstammheim gehört sie zum Seelsorgeraum Andelfingen-Feuerthalen.

## Geschichte

### Vorgeschichte und Namensgebung
Im Mittelalter befand sich bereits auf dem Platz der heutigen reformierten Kirche von Andelfingen ein Gotteshaus, das den Patronen Plazidus und Sigisbert geweiht war. Nach der Reformation in Zürich ab dem Jahr 1523 wurde in den zürcherischen Untertanengebieten der katholische Ritus verboten. Deshalb wurde die Kirche in Andelfingen fortan für reformierte Gottesdienste verwendet. Im 17. Jahrhundert wurde die mittelalterliche Kirche durch den heutigen Kirchbau ersetzt. Der neugotische Kirchturm stammt aus dem Jahr 1862. In Erinnerung an das Patrozinium der mittelalterlichen Kirche erhielt auch die im 20. Jahrhundert für die Region von Andelfingen errichtete katholische Kirche das Patrozinium der hl. Plazidus und Sigisbert.

### Entstehungsgeschichte

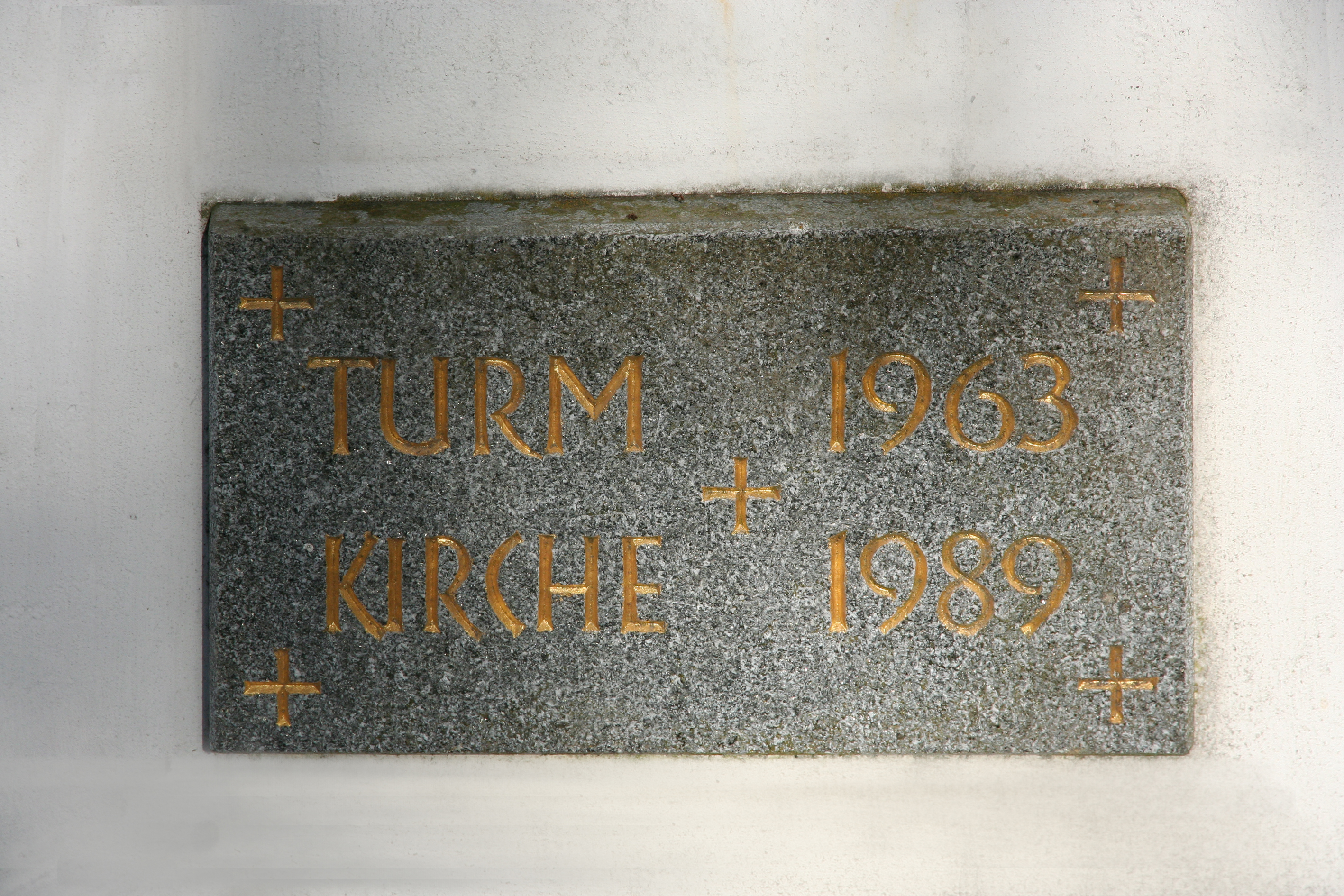
Der Grundstein

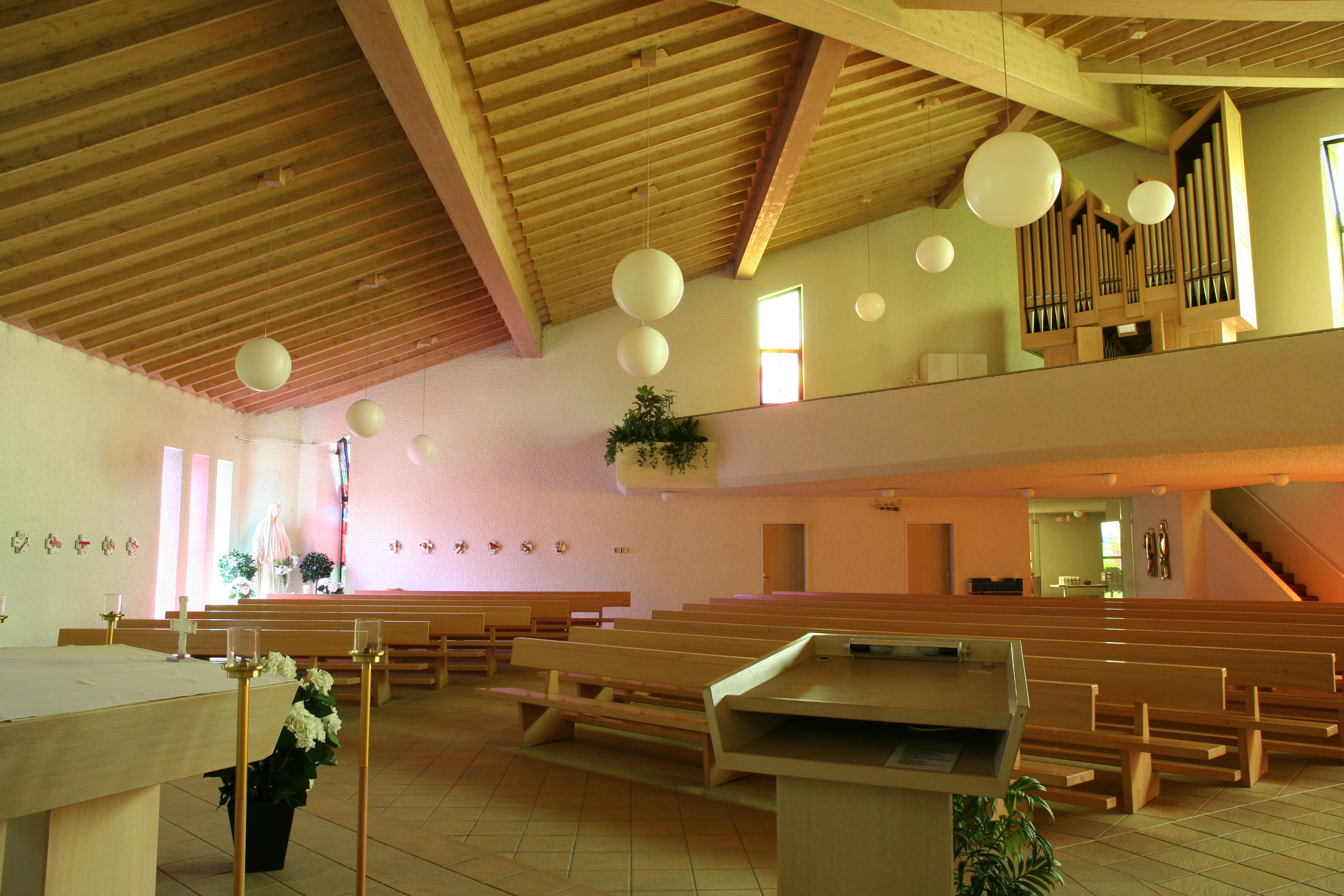
Innenansicht

Im Zuge der Niederlassungs- und Religionsfreiheit des schweizerischen Bundesstaates zogen Ende des 19. Jahrhunderts erste Katholiken ins Zürcher Weinland. Um einen katholischen Gottesdienst zu besuchen, mussten lange Wege zu den katholischen Kirchen von Rheinau, Winterthur oder Schaffhausen auf sich genommen werden. Deshalb versammelte sich im Jahr 1923 eine Gruppe Katholiken in Ossingen, die sich mit der Bitte um eine bessere seelsorgliche Betreuung an den Bischof von Chur wandte. Bischof Georg Schmid von Grüneck beauftragte daraufhin den Pfarrer von St. Marien Winterthur-Oberwinterthur, sich auch der Katholiken im Zürcher Weinland anzunehmen. Im Jahr 1926 wurde im Gasthaus Hirschen in Ossingen erstmals seit der Reformation im Zürcher Weinland ein katholischer Gottesdienst gehalten. Schon 1928 bauten die Katholiken im westlichen Dorfteil von Ossingen eine St. Annakapelle. Im Jahr 1932 erhielt das Zürcher Weinland einen ersten katholischen Pfarrer, der sich zunächst in Ossingen und ab 1934 in Oberstammheim niederliess. In seinem Wohnhaus in Oberstammheim richtete er eine Kapelle ein und betreute von dort aus auch die Kapelle in Ossingen. Da in den 1930er Jahren in der Gegend von Andelfingen nur wenige Katholiken wohnten, in Stammheim dagegen etliche neu zugezogene Katholiken ansässig waren, verlagerte sich der Schwerpunkt der Seelsorge nach Oberstammheim. In den 1930er Jahren konnten auch die Nachbargrundstücke des Pfarrhauses in Oberstammheim für den Bau einer Kirche erworben werden. Da Ossingen von Andelfingen und Marthalen nur schwer erreichbar war, erwies sich die St. Annakapelle als ungünstig gelegen. Die St. Annakapelle in Ossingen wurde deshalb verkauft und zu einem Wohnhaus umgebaut. Als Ersatz fanden in Kleinandelfingen im Restaurant Zum Bad ab dem Jahr 1938 erste katholische Gottesdienste statt.
1939 wurde gegenüber dem Restaurant Zum Bad ein Grundstück erworben und eine hölzerne Notkirche errichtet. Im Kriegsjahr 1942 wurde in Oberstammheim die Liebfrauenkirche mit Hilfe von Spenden errichtet. Da sich in der Region des Bezirkhauptorts Andelfingen immer mehr Katholiken ansiedelten, verlagerte sich der Schwerpunkt der Pfarrei in der zweiten Hälfte des 20. Jahrhunderts immer mehr nach Kleinandelfingen. Als die dortige hölzerne Notkirche für die wachsende Gemeinde zu klein wurde, wurde diese erweitert und erhielt einen Kirchturm aus Beton, der zugleich auch den neuen Eingang in die Kirche darstellte. Weil das Kloster Disentis geschichtlich mit der Seelsorge der vorreformatorischen Kirche St. Placidus und Sigisbert in Andelfingen verbunden war, wurde der damalige Abt des Klosters Disentis gebeten, die Weihe der umgebauten Kirche in Kleinandelfingen vorzunehmen. Die Weihe der Kirche geschah am 25. August 1963. Im März 1966 segnete der Generalvikar Alfred Teobaldi die Glocken, die anschliessend in den Kirchturm aufgezogen wurden. 1972 wurde der Chor der Kirche in Kleinandelfingen neu gestaltet und damit an die Vorgaben der Liturgiekonstitution des Zweiten Vatikanischen Konzils angepasst. Bauliche Mängel des ursprünglich als Notkirche gedachten Baus führten zum Neubau der Kirche. Diese wurde am 24. Juni 1990 durch Altbischof Johannes Vonderach eingeweiht. Die 1966 gegründete Pfarrei Feuerthalen ist eine Tochterpfarrei der Pfarrei Stammheim-Andelfingen. Im Jahr 2011 wurden die beiden Pfarreien zu einem Seelsorgeraum verbunden.
Die Pfarrei Stammheim-Andelfingen ist zuständig für die Katholiken in den Gemeinden Adlikon, Andelfingen, Benken, Humlikon, Kleinandelfingen, Marthalen, Stammheim, Ossingen, Trüllikon und Truttikon. Der Seelsorgeraum mit den beiden Pfarreien Feuerthalen und Stammheim-Andelfingen ist mit seinen 3'967 Mitgliedern (Stand 2021) eine der mittelgrossen katholischen Kirchgemeinden des Kantons Zürich.

## Baubeschreibung

### Kirchturm und Äusseres
Nordöstlich vom Ortszentrum von Kleinandelfingen gelegen, befindet sich die Kirche St. Plazidus und Sigisbert an der Schaffhauserstrasse. Da diese Strasse die Ausrichtung des Geländes vorgibt, ist die Kirche nicht geostet, sondern richtet sich gen Westen aus. Das Ensemble besteht aus Pfarreizentrum, Kirche und Glockenturm, wobei dieser aus dem Jahre 1963 stammt und beim Neubau der Kirche in das Ensemble eingebunden wurde. Der Turm besitzt ein fünfstimmiges Geläut sowie eine Turmuhr mit schwarz-rot-goldenem Zifferblatt. Vier der Glocken wurden von der Giesserei Emil Eschmann, Rickenbach TG im Jahr 1965 gegossen. Die fünfte Glocke ist historisch und befand sich längere Zeit vor der Kirche; sie wurde erst vor einigen Jahren wieder im Turm aufgehängt. Das fünfstimmige Geläut erklingt in der Tonfolge fis, ais, cis, dis, fis. Durch die Türe unter dem Kirchturm gelangt der Besucher in die Kirche.

### Innenraum und künstlerische Ausstattung
Der Kirchbau weist einen polygonalen Grundriss auf und wird mit einem Satteldach abgeschlossen. Der Raum ist in Weisstönen gehalten und gruppiert die Kirchbänke um den Altarraum, der sich um eine Stufe vom restlichen Kirchenraum abhebt. Altar und Ambo sind aus dem gleichen Stein gearbeitet, wodurch die liturgische Verbindung von Altar (Tisch des Mahles) und Ambo (Tisch des Wortes) hervorgehoben wird. Links vom Altarraum befindet sich der Taufstein mit Osterkerze, rechts des Altarraums gruppiert sich ein Kreuzweg der Wand entlang. Die Buntglasfenster sind in verschiedenen Farbtönen gehalten und enthalten als einziges konkretes Symbol eine Geisttaube, die sich an der östlichen Kirchenwand auf der Höhe der Orgelempore befindet. Unter der Orgelempore sind die Patrone der Kirche, die Hl. Plazidus und Sigisbert als Relief angebracht.

### Orgel

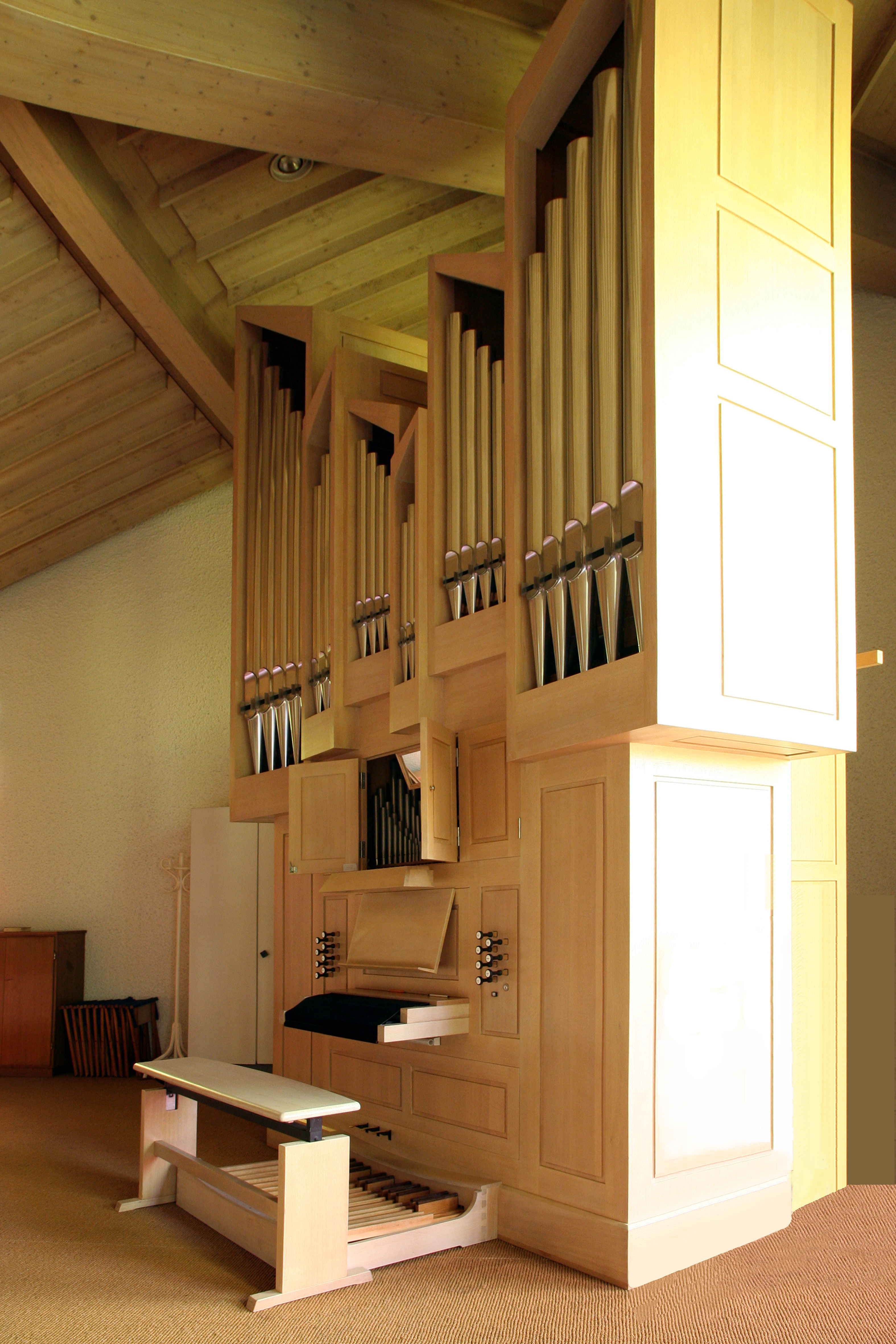
Orgel

Eine erste Orgel erhielt die Kirche anlässlich der Erweiterung und Kirchweihe im Jahr 1963. Nach dem Bau der heutigen Kirche in den Jahren 1989/1990 wurde auf der Orgelempore durch die Firma de Gier aus Uhwiesen ein neues Instrument aufgestellt. Es handelt sich um eine mechanische Orgel mit 14 Registern, verteilt auf zwei Manuale und Pedal.
| I Hauptwerk C–g3 |        |
| Principal        | 8′     |
| Hohlflöte        | 8′     |
| Gemshorn         | 8′     |
| Octave           | 4′     |
| Quinte           | 2 ⁄3′  |
| Terz             | 1 3⁄5′ |
| Mixtur           | 1 3⁄5′ |
| Krummhorn        | 8′     |

| II Positiv C–g3 |       |
| Gedeckt         | 8′    |
| Rohrflöte       | 4′    |
| Octave          | 2′    |
| Quinte          | 1 ⁄3′ |

| Pedal C–f1 |     |
| Untersatz  | 16′ |
| Octave     | 8′  |
| Principal  | 4′  |

- Koppeln: II/I, I/P, II/P